# Francis Whitfield
Francis J. Whitfield (ur. 25 marca 1916 w Springfield, zm. 28 lutego 1996 w Berkeley) – amerykański slawista, wykładowca Uniwersytetu Kalifornijskiego w Berkeley, współautor dwutomowego słownika polsko-angielskiego, wydanego przez Fundację Kościuszkowską.

## Życiorys
Ukończył Harvard University, uzyskując w 1937 roku tytuł Master of Arts, w 1944 doktorat w dziedzinie języków i literatury słowiańskiej. W latach 1945–1948 pracował na Uniwersytecie Chicagowskim, następnie aż do przejścia na emeryturę w 1986 roku był wykładowcą języków i literatury słowiańskiej w Berkeley. Jako visiting professor prowadził wykłady na Columbia University (1951), University of Michigan (1955) oraz Uniwersytecie Kopenhaskim (1965). Był stypendystą Fundacji Guggenheima.
Był poliglotą, biegle posługiwał się językami rosyjskim i polskim oraz greką i łaciną, posiadał doskonałą znajomość języka staro-cerkiewno-słowiańskiego, ponadto znał większość głównych języków europejskich i słowiańskich, a także duński, walijski, irlandzki, litewski, węgierski, arabski, gruziński, biblijny hebrajski i japoński. Jako zwolennik glossematyki tłumaczył na angielski i redagował prace Louisa Hjelmsleva. Był redaktorem jednotomowego wydania pracy D. S. Mirsky'ego A History of Russian Literature. Wspólnie z Polakiem Kazimierzem Bulasem oraz amerykańskim slawistą Lawrence'em L. Thomasem opracował dwutomowy słownik polsko-angielski i angielsko-polski, wydany jako The Kościuszko Foundation Dictionary. Był członkiem korespondentem Polish Institute of Arts and Sciences of America.